# Xiombarg plaumanni
Genre
Espèce
Xiombarg plaumanni, unique représentant du genre Xiombarg, est une espèce d'araignées aranéomorphes de la famille des Oonopidae.

## Distribution
Cette espèce se rencontre au Brésil au Santa Catarina et au Rio Grande do Sul et en Argentine dans la province de Misiones,.

## Description
Le mâle holotype mesure 2,13 mm. La femelle décrite par Platnick et Brescovit en 1995 mesure 2,33 mm.

## Étymologie
Cette espèce est nommée en l'honneur de Fritz Plaumann (1902-1994).

## Publication originale
- Brignoli, 1979 : Ragni del Brasile V. Due nuovi generi e quattro nuove specie dello stato di Santa Catarina (Araneae). Revue Suisse de Zoologie, vol. 86, p. 913-924 (texte intégral).